# Phora aerea
Phora aerea är en tvåvingeart som beskrevs av Schmitz 1930. Phora aerea ingår i släktet Phora och familjen puckelflugor. Inga underarter finns listade i Catalogue of Life.